# Savski Bok
Savski Bok falu Horvátországban, Bród-Szávamente megyében. Közigazgatásilag Vrbjéhez tartozik.

## Fekvése
Bródtól légvonalban 54, közúton 68 km-re nyugatra, Pozsegától   légvonalban 33, közúton 42 km-re délnyugatra, községközpontjától légvonalban 8, közúton 17 km-re nyugatra, Nyugat-Szlavóniában, a Száva bal partján, a Trnava-patak torkolatától keletre fekszik.

## Története
A község legfiatalabb települése a 20. században keletkezett Mačkovac „Bok” nevű határrészén, a Száva kanyarulatában. Lakosságát csak 1981-től számlálják önállóan, addig Mačkovac része volt. A település 1991-től a független Horvátországhoz tartozik. 1991-ben lakosságának 97%-a horvát nemzetiségű volt. 2011-ben 57 lakosa volt, akik mezőgazdasággal, állattartással foglalkoztak. 

## Lakossága
| Lakosság változása | Lakosság változása | Lakosság változása | Lakosság változása | Lakosság változása | Lakosság változása | Lakosság változása | Lakosság változása | Lakosság változása | Lakosság változása | Lakosság változása | Lakosság változása | Lakosság változása | Lakosság változása | Lakosság változása | Lakosság változása |
| ------------------ | ------------------ | ------------------ | ------------------ | ------------------ | ------------------ | ------------------ | ------------------ | ------------------ | ------------------ | ------------------ | ------------------ | ------------------ | ------------------ | ------------------ | ------------------ |
| 1857               | 1869               | 1880               | 1890               | 1900               | 1910               | 1921               | 1931               | 1948               | 1953               | 1961               | 1971               | 1981               | 1991               | 2001               | 2011               |
| 0                  | 0                  | 0                  | 0                  | 0                  | 0                  | 0                  | 0                  | 0                  | 0                  | 0                  | 0                  | 86                 | 60                 | 87                 | 57                 |

(1971-ig lakosságát Mačkovachoz számították.)

## Nevezetességei
Szent Anna tiszteletére szentelt római katolikus kápolnája 1984-ben épült. A délszláv háború idején 1991. október 6-án a jugoszláv néphadsereg és a szerb szabadcsapatok súlyosan megrongálták. A háború után teljesen felújították.